# Luciférisme
Pour les articles homonymes, voir Luciférisme (homonymie).
 (janvier 2022).
- Si vous ne connaissez pas le sujet, laissez ce bandeau (vous pouvez alors contacter les auteurs).
- Si vous supprimez le contenu mis en cause (vous pouvez préalablement contacter les auteurs),

argumentez précisément cette suppression dans la page de discussion
(un manque de référence n'est pas un argument ; une recherche réelle de référence doit avoir été effectuée, être formellement documentée).
 (janvier 2022).

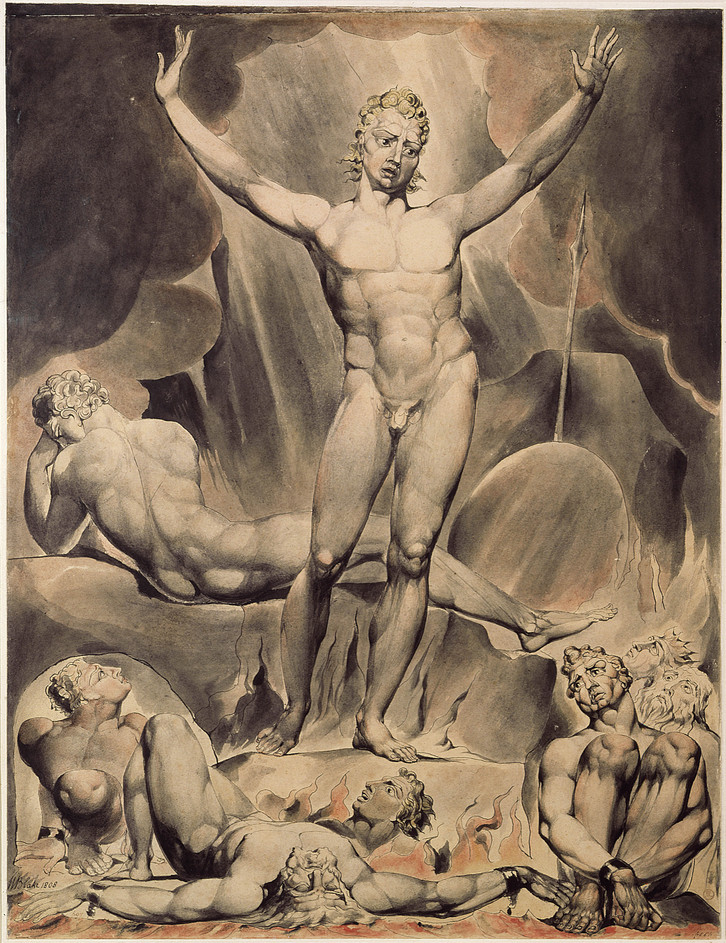
Illustration de Lucifer tel que présenté dans Le Paradis perdu de John Milton, par William Blake

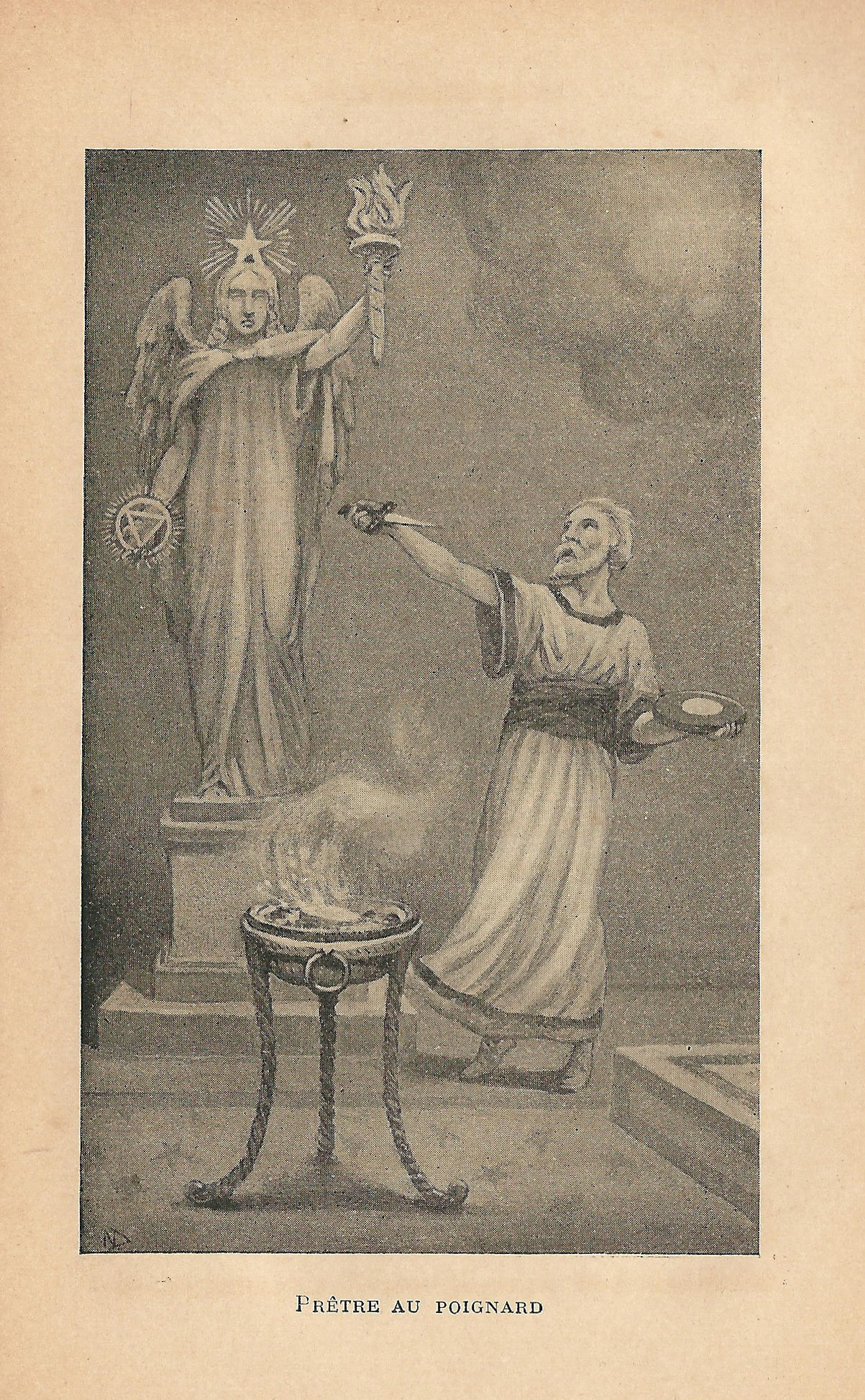
Adoration de Lucifer selon Louatron

Le luciférisme est un courant philosophique et littéraire mystique comprenant différents courants. Issu principalement de la tradition biblique, il se distingue du machiavélisme. Contrairement au satanisme « classique » et au satanisme LaVeyen, le luciférisme classique s'inspire des textes de la Bible et de livres sacrés.
Il s'agit avant tout d'un courant de pensée diffus et imprécis, introduisant un personnage présenté comme « ange » de lumière (symbole de connaissance), se rebellant contre l'autorité dont il dépend et éprouvant une déchéance, sur Terre ou en enfer ressentant et exprimant une réelle souffrance et une réelle solitude, mais connaissant une liberté bien réelle. Le Luciférisme apparaît toujours partiellement à travers les œuvres de nombreux auteurs, en particulier les Romantiques britanniques et certains auteurs français plus tardifs tels que Victor Hugo.
Il semblerait également possible, dans une moindre mesure, d'établir un lien entre certaines œuvres présentant Satan/Lucifer dans toute sa splendeur, comme la sculpture Le Génie du Mal (1848) de Guillaume Geefs visible à la cathédrale Saint-Paul de Liège.
Avant tout né d'une tradition littéraire cherchant le plus souvent à s'affranchir des conventions d'une société perçue comme oppressante : morale, religion, politique[pas clair] ; le luciférisme ne saurait en aucun cas être considéré comme une religion, une secte ou même un mouvement à tendances religieuses dont les préceptes seraient parfaitement définis.

## Satan ou Lucifer?
Les personnages de Satan et de Lucifer sont censés permettre la différenciation (et la distanciation) entre luciférisme et satanisme. Le plus souvent, il s'agira d'affirmer qu'au début Samaël et ensuite Lucifer soit le nom angélique de Satan, ou que Satan est le nom démoniaque de Lucifer. Cette approche, pourtant, ne saurait résister ni à une analyse historique, ni à une analyse littérale.
Le terme Lucifer n'existe pas dans la tradition hébraïque et n'apparaît ainsi pas dans l'Ancien Testament. Il apparaît en revanche au début du christianisme pour désigner non pas Satan, mais Jésus-Christ lui-même à travers le même nom d'astre brillant (Lucifer en latin) ,. Ce n'est qu'à partir de l'hérésie de Lucifer de Cagliari que le nom de Lucifer est utilisé dans un contexte négatif, associé au Diable[réf. nécessaire].
Les sources littéraires font apparaître en premier lieu Lucifer comme étant le nom latin de la planète Vénus, qui chez Virgile est un dieu mineur annonciateur de l'aube. Surtout, Lucifer n'est jamais un personnage associé au diable biblique, mais plutôt à un personnage de type prométhéen, apportant un savoir à l'être humain. Or, et c'est là toute la difficulté de l'étude du luciférisme, c'est précisément dans cette optique qu'est employée la figure de Satan chez les romantiques et leurs héritiers. Il s'agit en effet d'ajouter une dimension tragique, une image de réprouvé, à un personnage prométhéen.

## Les précurseurs
L'un des plus importants précurseurs du luciférisme est sans conteste John Milton et son œuvre poétique majeure, Le Paradis perdu.
Bien que l'épopée ait pour thème la tentation qui mena Ève à manger le fruit de l'arbre de la connaissance, provoquant par là même la chute de l'Homme, elle met en scène Satan pour héros dans un registre qui ne ressort pas du ridicule, comme c'est généralement le cas dans les œuvres littéraires médiévales et de la Renaissance.
En prenant pour personnage un Satan se lamentant sur son sort, Paradis Perdu amorce un mouvement qui trouvera son accomplissement chez les Romantiques du début du XIXe siècle.
Une autre œuvre que l'on peut considérer comme fondatrice de l'idée de luciférisme est le mythe populaire du docteur Faust et de son pacte avec le Diable (Méphistophélès) afin de connaître des secrets alchimiques, ésotériques ou magiques, selon les versions.
Popularisé au début du XIXe siècle par la version qu'en donnera la figure majeure du romantisme allemand qu'est Goethe, le mythe du pacte avec le Diable trouve pourtant son origine au XVIe siècle, comme l'indique la version qu'en donnera Christopher Marlowe.
Un dernier précurseur inaugurera quant à lui l'époque des Romantiques : William Blake. Poète visionnaire au sens premier du terme, William Blake a écrit de nombreuses œuvres poétiques d'inspiration chrétienne mais fortement éloignées des dogmes de l'Église tant catholique qu'anglicane. Si une grande partie de ses écrits traitent de thèmes religieux (Jerusalem, Le Livre de Thel (en), Le Livre de Los (en) et Le Livre d'Urizen (en)...), l'apogée de l'influence luciférienne naissante semble être son poème intitulé Le Mariage du Ciel et de l'Enfer, abordant le thème de la réconciliation entre le bien et le mal bibliques, et ouvrant la voie au thème qui en découle, la rédemption de Satan.

## Les Romantiques
L'Allemagne, le Royaume-Uni et la France ont généré des auteurs exprimant leur ressenti, leurs souffrances et parfois leur déchéance à travers leurs poèmes ou leurs récits. Si la source de leurs maux semble toujours l'amour qu'ils portent à une femme qui ne peut ou ne veut répondre de façon favorable à leurs avances, il arrive qu'ils expriment leurs états d'âme en choisissant des thématiques religieuses.
La particularité de ces auteurs étant entre autres l'absolu omniprésent dans leurs œuvres, il est naturel que certains (Lord Byron, Percy Shelley, Hölderlin...) aient pu à un moment ou un autre se sentir tels Prométhée cruellement condamné par Zeus à subir un éternel tourment parce qu'il a apporté le feu (la lumière) aux hommes ou tels Satan/Lucifer, réprouvés et rejetés de tous et apparaissant comme ayant apporté aux hommes la connaissance lors de l'épisode biblique de la pomme d'Ève.
La confusion entre Prométhée et Satan/Lucifer s'opère naturellement au fil des œuvres et des controverses qui émaillent la vie de ces auteurs.
Entre la parution du Frankenstein ou le Prométhée moderne de Mary Shelley en 1818 et celle des Fleurs du mal de Charles Baudelaire en 1857, apparaît la pensée qui sera désignée comme le « satanisme prométhéen », exaltation du mal au sens philosophique du terme. Cependant, l'idée retombera assez vite dans l'oubli, apparaissant finalement comme une mode intellectuelle plutôt que comme un réel mouvement de pensée, du fait des trop nombreuses contradictions philosophiques intrinsèques de cette idée, et surtout de l'effervescence des idées politiques qui étouffent dans l'œuf cette idée par ailleurs plutôt décriée, avec notamment l'apparition des socialismes (et plus tard, du marxisme), les agitations populaires voire les révoltes et révolutions, l'instabilité politique européenne...
Sur le plan littéraire, celui qui ira le plus loin sur le thème du Luciférisme semble être Victor Hugo, en particulier dans La Fin de Satan, poème épique inachevé et publié de manière posthume en 1886, mais rédigé entre 1854 et 1862. Dans cette épopée, Victor Hugo se pose la question de la rédemption finale du mal, incarné ici par la prise de la Bastille. Ensemble hétérogène de textes, La Fin de Satan apparaît comme le point final de cette tradition littéraire abordant le thème du mal porteur de lumière, du mal prométhéen, nécessaire à l'homme pour son propre épanouissement.
Victor Hugo abordera cette thématique de façon beaucoup moins évidente à travers le personnage de Jean Valjean dans Les Misérables.

## Deuxième moitié duXIXesiècleetXXe
Le luciférisme ne s'exprimera plus réellement à travers les œuvres littéraires ou philosophiques à partir de la deuxième moitié du XIXe siècle, bien que la thématique revienne de temps en temps au fil des décennies. Face à l'influence politique de la pensée socialiste et l'influence intellectuelle des loges maçonniques, le luciférisme ne trouve que peu de terrain où s'exprimer en Europe ou aux États-Unis.
Il faut aller en Russie pour retrouver certaines démarches similaires, notamment chez Dostoïevski ou Soljenitsyne, bien que leur souci premier ne soit pas d'aborder cette thématique mais plutôt de se livrer à une réflexion sur la condition humaine voire à une critique sociale.
Certains auteurs ou groupes, cependant, reprennent les idées romantiques pour les adapter à un certain ésotérisme. On peut notamment citer Aleister Crowley et sa religion de Thelema décrite dans le Livre de la Loi (1904), bien que le reste de son œuvre soit très éloignée du luciférisme.
En 1906, Carl William Hansen a publié Den Ny Morgens Gry, Lucifer-Hiram, Verdensbygmesterens Genkomst (L'aube d'un nouveau matin, Lucifer-Hiram, Le retour du maître constructeur du monde), sous le pseudonyme de Ben Kadosh.
Dans tous les cas, le luciférisme semble totalement disparaître à partir de la fondation aux États-Unis de l'Église de Satan en 1966 par Anton Lavey, dont le principe est de renverser les symboles liturgiques chrétiens et surtout de procéder à des parodies rituelles, les messes noires, mêlant sexe et magie. La parution de la Bible Satanique, qui rappelle le Livre de la Loi de Crowley, focalise en tout cas l'attention des médias, qui y voient la résurgence du satanisme médiéval, basé sur la superstition et la « magie ». Plusieurs autres livres suivront, présentant presque tous des rituels magiques.
Le luciférisme ne saurait donc en aucun cas être confondu avec le satanisme « populaire » issu des réflexions des théologiens chrétiens à l'époque des chasses aux sorcières en Europe et en Amérique, ni avec l'ésotérisme Laveyen.

## Autres définitions du luciférisme
Parce que le luciférisme est une notion floue aux contours indistincts, d'autres interprétations, très différentes, ont pu être avancées.
Quoique ces interprétations ne semblent pas reposer sur une exégèse de textes ou sur une perspective historique, mais être plutôt issues de définitions avancées à titre personnel, il peut être intéressant de les connaître : 

### Le luciférisme comme religion
Selon J. Tondriau et R. Villeneuve le luciférisme est l' « adoration de Lucifer, considéré comme Lucibel ou ange de lumière, qui doit libérer l'homme de la servitude du créateur. Certains le font présider à l'orient, l'associant à Vénus et le disent roi des Enfers, supérieur même à Satan. »

Cette définition semble découler directement de celle donnée à l'article « Lucifer » par Collin de Plancy dans son Dictionnaire infernal : « Lucifer, nom de l'esprit qui préside à l'orient, selon l'opinion des magiciens. Lucifer était évoqué le lundi, dans un cercle au milieu duquel était son nom. Il se contentait d'une souris pour prix de ses complaisances. On le prend souvent pour le roi des enfers, et, selon quelques démonomames, il est supérieur à Satan. On dit qu'il est parfois facétieux, et qu'un de ses tours est de retirer les balais sur lesquels les sorcières vont au sabbat et de leur en donner sur les épaules ; ce que les sorcières de Moira, en Suède, ont attesté en 1672. Les mêmes sorcières ont affirmé qu'elles avaient vu au sabbat le même Lucifer en habit gris, avec des bas bleus et des culottes rouges, ornées de rubans. Lucifer commande aux européens et aux asiatiques. Il apparaît sous la forme et la figure du plus bel enfant. Quand il est en colère, il a le visage enflammé, mais cependant rien de monstrueux. C'est, selon quelques démonographes, le grand justicier des enfers. 11 est invoqué en premier dans les litanies du sabbat. »
Le terme de luciférisme n'apparaît pas dans le Dictionnaire infernal de Colin de Plancy de 1863 (6e édition), pas plus que dans le Dictionnaire des Sciences Occultes de l'Abbé Migne de 1846.

### Le luciférisme «orthodoxe»
On peut également citer une définition avancée dans une version antérieure de cet article, qui présentait le luciférisme comme se découpant ainsi :
1. un mouvement différent du satanisme pur et dur, qui confond en une seule les figures de Lucifer et Satan.
2. le luciférisme orthodoxe qui découpe le système judéo-chrétien de manière polythéiste avec : un démiurge (« Dieu ») ; Satan (« souverain des enfers », « adversaire ») ; et enfin Lucifer l'archange déchu qui fait figure de Prométhée, tout en reprenant la figure du dieu gréco-romain Lucifer ou Phosphoros.

L'histoire de ce courant de pensée est confuse, l'engouement mystique du XIXe siècle le relancera.
Comme dit plus haut, il s'agit d'une modification du système judéo-chrétien fondé sur un tripartisme :
- Dieu est le créateur : Il règne au ciel[réf. nécessaire]. Ce mouvement lui reconnaît la création du monde selon la Genèse, mais il estime que cette création est imparfaite. Le dieu judéo-chrétien est alors considéré comme un tyran intransigeant et dictant sa volonté sans que les hommes ne puissent lui dire quoi que ce soit.
- Satan est la puissance destructrice : l'éternel adversaire de Dieu, il existe depuis aussi longtemps que lui. Il règne aux enfers[réf. nécessaire].
- Lucifer est un archange qui, même s'il est rebelle à l'autorité divine, le demeure[réf. nécessaire]. Décrit comme le plus parfait d'entre eux, il en serait venu à douter de son créateur. Il influence la vie sur Terre.

Lucifer, archange prométhéen
Lors de la création des hommes, Lucifer, démiurge aurait proposé de les éprouver dans le monde matériel qu'il conçut afin que les épreuves les affermissent dans leur choix d'une vie vertueuse.
Dieu aurait refusé, ne souhaitant que de simples serviteurs et pas des êtres disposant de libre-arbitre.
Lucifer refusant de revenir sur ses idées et doutant de plus en plus de son maître, il aurait été banni sur Terre ou se serait exilé avec d'autres anges pensant comme lui. Il recueillera Lilith et fera en sorte qu'Adam et Ève goûtent aux fruits de la connaissance pour avoir la possibilité d'être maîtres de leur destinée.
Un passage du Livre d'Hénoch traite même d'union entre anges et humains, faisant de ces anges des déchus et de leurs enfants des géants et/ou héros humains (explication judéo-chrétienne des héros mythologiques). Leur chef nommé Samyaza est à rapprocher de Lucifer.
La figure de Lucifer est dès lors à rapprocher du titan Prométhée. Prométhée vola le feu aux dieux pour le donner aux hommes, Lucifer est littéralement le « porteur de Lumière », responsable de l'épisode de la pomme. Deux personnages de « rebelles » à l'autorité divine agissant pour le bien de l'humanité.
Dans ce mouvement de pensée, Satan est un adversaire de Lucifer. Lucifer souhaite un monde nouveau où l'homme serait affranchi des ordres divins, Satan en veut simplement la destruction.
Résumé de la vision luciférienne :
1. Dieu, l'ordre inébranlable
2. Satan, le chaos inconstructif et stérile par l'ignorance
3. Lucifer, l'évolution par la connaissance

Être rebelle ne veut pas dire s'opposer à tout, cela ne concerne que ce qui dérange l'individu et ses aspirations. L'homme est fait pour vivre en société, mais la société doit être faite pour permettre à l'homme d'évoluer et non pour le dominer.
On peut donc le définir comme une pensée religieuse individualiste car l'homme doit devenir seul responsable de ses actes[Interprétation personnelle ?].

## Précisions
Les noms même de Satan et de Lucifer renvoient à des notions particulières qu'il s'agit de ne pas confondre : 
1. Satan est un nom hébraïque, désignant tout ce qui s'oppose à Dieu. À l'origine, le terme est un nom commun, s'écrivant avec un « s » minuscule. En hébreu, satan veut dire division, ce qui dérange l'harmonie. Un satan est aussi bien un être vivant, homme ou animal, qu'un concept abstrait, comme une émotion, un désir, ou autres. Il sera personnifié au fil du temps, pour devenir Satan, figure unique réunissant de façon quasi-divine toutes les autres figures.
2. Lucifer est le nom d'un dieu romain mineur, correspondant au Phosphoros grec. Il personnifiait l'Étoile du Matin, Vénus. C'est cette figure mythologique, reprise par de nombreux poètes, qui donne son nom au « luciférisme », objet de cet article.